# كأس إنترتوتو 1977
كأس إنترتوتو 1977 هو الموسم 17 من كأس إنترتوتو. فاز فيه سلافيا براغ.